# Барабаш Володимир Васильович
Володимир Васильович Барабаш (7 листопада 1956, місто Полтава) — український та радянський діяч, секретар ЦК ЛКСМУ, банкір. Кандидат соціологічних наук.

## Життєпис
У 1973—1977 роках — студент Полтавського кооперативного інституту, здобув спеціальність економіста.
У 1977 році працював старшим економістом фінансового управління Полтавської обласної спілки споживчих товариств.
У 1977—1979 роках — у Радянській армії: курсант, командир відділення військової частини 03430 Уральського військового округу.
Член КПРС до 1991 року.
У 1979—1981 роках — старший економіст фінансового управління, у 1981 році — заступник начальника управління Полтавської обласної спілки споживчих товариств.
У 1981—1983 роках — 1-й секретар Октябрського районного комітету ЛКСМУ міста Полтави.
У 1983—1985 роках — 1-й секретар Полтавського міського комітету ЛКСМУ.
У 1985 — грудні 1986 року — 1-й секретар Полтавського обласного комітету ЛКСМУ.
У грудні 1986 — 1990 року — секретар ЦК ЛКСМУ з питань соціально-економічних проблем молоді.
Одночасно в 1989—1996 роках — президент Федерації дзюдо Української РСР (України), член Національного олімпійського комітету України.
У 1990 — вересні 1991 року — 1-й заступник голови Державного комітету Української РСР з питань молоді і спорту.
У 1991 році закінчив Київський інститут політології та соціального управління за фахом «політолог, викладач соціально-політичних дисциплін».
У вересні 1991 — червні 1996 року — 1-й заступник міністра України у справах молоді і спорту.
З 1993 року — член Фонду сприяння розвитку мистецтв в Україні. З березня 1995 року — член Комісії з питань реформування вищої освіти в Україні. З листопада 1995 року — член Національної комісії України у справах ЮНЕСКО.
Член НДП, член Ревізійної комісії НДП. Був радником фракції НДП у Верховній раді України.
У 1996—1997 роках — заступник голови правління акціонерного банку «INKO» в Києві.
У 1997—1997 роках — 1-й заступник голови правління комерційного банку «Інкомбанк-Україна».
З 1999 року — 1-й заступник голови правління комерційного банку «Кредитпромбанк».
30 січня 2008 — 31 березня 2010 року — заступник міністра праці та соціальної політики України.
На 2014 рік — заступник керівника Головного управління з питань соціальної політики Адміністрації Президента України.
Потім — член правління Українського інституту соціальних досліджень імені Олександра Яременка.

## Звання
- Державний службовець 1-го рангу (.04.1994)